# Comicus
Comicus је род равнокрилаца из подреда Енсифера и породице Schizodactylidae који чини потпородицу Цомицинае раширену по југу и југозападу Африке.
Род Comicus описао је Брунер вон Ватенвил, 1888, а потпородицу Comicinae Ander, 1939. Типична врста је C. capensis из провинције Кејп у Јужноафричкој Републици.

## Врсте
Comicus arenarius Ramme, 1931
Comicus cabonegrus Irish, 1986
Comicus calaharicus Irish, 1986
Comicus calcaris Irish, 1986
Comicus campestris Irish, 1986
Comicus capensis Brunner von Wattenwyl, 1888
Comicus carnalli Irish, 1995
Comicus cavillorus Irish, 1986